# Ludwig van Beethoven
Ludwig van Beethoven (n. 16 decembrie 1770, Bonn, Sfântul Imperiu Roman – d. 26 martie 1827, Viena, Imperiul Austriac) a fost un  compozitor german, recunoscut ca unul din cei mai mari compozitori din istoria muzicii.
Este considerat un compozitor de tranziție între perioadele clasică și romantică ale muzicii. Acesta a lăsat posterității opere nemuritoare, printre care:
- 9 simfonii (a 3-a Eroica, a 5-a a Destinului, a 6-a Pastorala, a 9-a cu finalul Odă bucuriei pe versuri de Friedrich von Schiller, text tradus integral în limba română de Christian W. Schenk, adoptată ca imn oficial al Uniunii Europene)
- 5 concerte pentru pian și orchestră (remarcabile al 4-lea și al 5-lea Imperialul)
- Un concert pentru vioară și orchestră
- Missa solemnis
- 32 Sonate pentru pian (printre care a 8-a Patetica, a 14-a Sonata Lunii, a 23-a Appassionata)
- Sonate pentru vioară și pian (mai cunoscută Sonata Kreutzer)
- 16 cvartete pentru coarde
- Opera Fidelio

## Biografie
Ludwig van Beethoven s-a născut în 1770 la Bonn, Germania, ca fiu al lui Johann van Beethoven (1740-1792), de origine flamandă și al Magdalenei Keverich van Beethoven (1744-1787). Până relativ recent ziua de 16 decembrie este considerată, în multe lucrări de referință, ca fiind data de naștere a lui Beethoven deoarece se știe că el a fost botezat pe 17 decembrie, ori la vremea respectivă copiii erau botezați la o zi după naștere. Oricum această presupunere este încă privită cu rezerve la ora actuală.

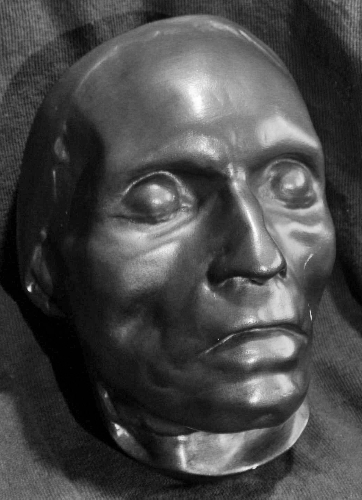
Ludwig van Beethoven (masca mortuară)

Mediul familial nu îi era tocmai favorabil, sub autoritatea capricioasă a tatălui, un cântăreț de curte mediocru, alcoolic notoriu. Observând însă talentul muzical precoce al fiului său, acesta a încercat să facă, fără succes, din micul Ludwig un copil-minune, asemenea lui Wolfgang Amadeus Mozart. Beethoven a început să ia lecții de muzică, în jurul vârstei de 10 ani, cu organistul, compozitorul și dirijorul Christian Gottlob Neefe, sub tutela căruia în 1783 a fost publicată pentru prima dată o lucrare a sa, un set de variațiuni pentru pian. Acesta recunoaște dotarea muzicală excepțională a tânărului Beethoven și, cu sprijinul arhiepiscopului Maximilian Franz, îi facilitează în 1787 o călătorie la Viena. Aici ia câteva lecții cu Mozart, dar trebuie să se întoarcă după scurt timp la Bonn, datorită înrăutățirii stării de sănătate a mamei sale, care suferea de tuberculoză și care moare pe 17 iulie 1787. În următorii patru ani lucrează cu capela curții arhiepiscopale și cu orchestra teatrului din Bonn, având astfel prilejul să-și îmbogățească cunoștințele muzicale cu operele aflate în circulație în acel timp. În 1790 compune o cantată cu ocazia morții împăratului Iosif al II-lea, fratele arhiepiscopului Maximilian Franz, binefăcătorul său și o cantată cu ocazia încoronării lui Leopold al II-lea (foarte probabil ambele având texte scrise de Severin Anton Averdonk).
Când în iulie 1792 Joseph Haydn, pe drumul său de întoarcere din Anglia la Viena se oprește la Bonn, este stabilită o nouă călătorie de studii la Viena. Astfel în noiembrie 1792 Beethoven pleacă pentru a doua oară la Viena, unde devine elevul lui Joseph Haydn, iar din 1794 studiază cu Johann Georg Albrechtsberger și cu Antonio Salieri. În capitala imperiului habsburgic, Beethoven reușește să câștige favorurile aristocrației vieneze prin concerte private, cu această ocazie căpătând faima de virtuoz pianist și de compozitor. Grație acestor relații și a contactelor cu casele de editură, care îi publică unele compoziții, Beethoven reușește să dobândească o independență, pe care și-a dorit-o cândva și Mozart.
În martie 1795 apare pentru prima dată în fața publicului vienez executând primul său concert pentru pian și orchestră. Urmează o serie de concerte la Praga, Dresda, Berlin și Preßburg (Bratislava). După primele sonate pentru pian - printre care sonata op. 13 "Patetica" - , Beethoven deschide, începând cu anul 1798, seria cvartetelor de coarde, compune și prima lui simfonie, în Do-major. În același timp apar primele semne ale scăderii auzului, ceea ce îl face să se izoleze tot mai mult de societate. În celebrul "Testament de la Heiligenstadt" (1802) Beethoven se adresează fratelui său, înspăimântat de surzenia sa tot mai accentuată. Totuși, tocmai în acești ani, Beethoven compune o serie de opere desăvârșite ale stilului clasic de maturitate, cum sunt cele trei sonate pentru pian op. 31, simfonia III-a "Eroica", apoi sonata pentru pian op. 57 "Appassionata", concertul pentru vioară și orchestră, simfoniile a V-a (a "Destinului") și a VI-a ("Pastorala"). În aceste compoziții se observă deosebirile față de operele compuse în primii săi ani în Viena: orchestra devine principalul "instrument" al lui Beethoven, chiar și operele compuse pentru instrumente soliste au un caracter orchestral.

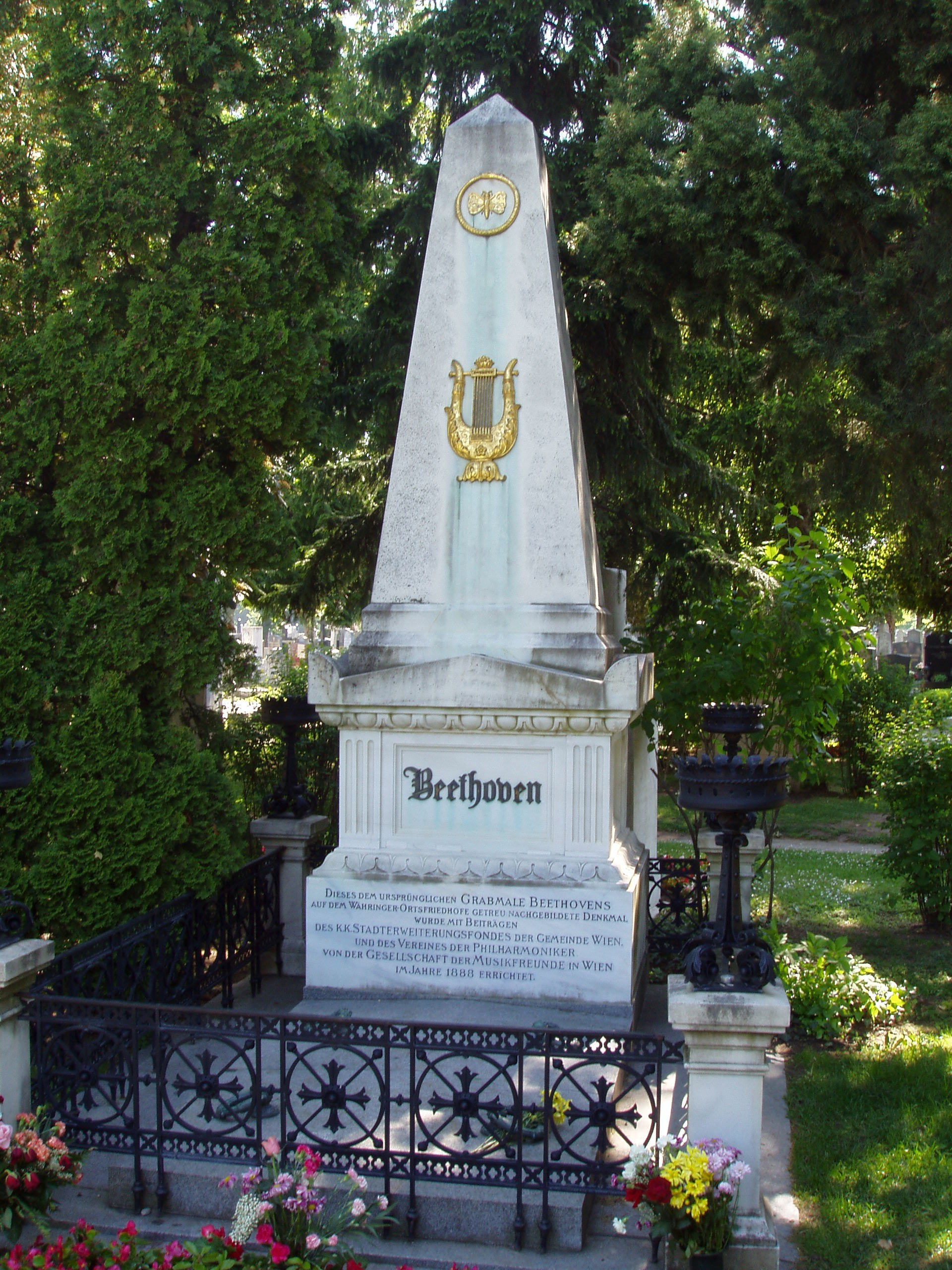
Mormântul lui Ludwig van Beethoven din Viena

Prin anul 1818, Beethoven devine complet surd, singura modalitate de a comunica cu interlocutorii erau "caietele de conversații", în care aceștia scriau în loc să vorbească. Surditatea nu i-a întrerupt însă creația artistică, în 1819 compune "Variațiile-Diabelli" pentru pian, în 1820 se execută prima versiune a "Missei Solemnis", realizează ultimele sale sonate pentru pian și cvartetele de coarde, în sfârșit, Simfonia a IX-a. În ziua de 7 mai 1824 a avut loc la Viena prima audiție a Simfoniei a IX-a. Succesul a fost triumfal, s-ar putea spune revoluționar. Beethoven a fost întâmpinat cu cinci salve de aplauze, când, potrivit etichetei, însăși familia imperială era salutată la intrarea în sală doar cu trei salve. Simfonia a dezlănțuit un entuziasm delirant, multă lume plângea. Beethoven, care se găsea pe scenă cu fața la orchestră, nu percepea nimic din cele ce se petreceau în sală, unde lumea ridicată în picioare striga și își agita pălăriile. Una din soliste l-a întors pe Beethoven cu fața la public, putând astfel să-și trăiască triumful.
Tot mai bolnav, fiind țintuit la pat încă din decembrie 1826, Beethoven moare la 26 martie 1827, în urma unei boli de ficat. La înmormântarea în cimintirul Währinger au luat parte mii de locuitori ai Vienei, cuvântul de adio l-a rostit poetul Franz Grillparzer. A fost ulterior de două ori exhumat și reîngropat în Cimitirul Central (Zentralfriedhof) din Viena.

## Evoluția stilului muzical
Producția muzicală a lui Beethoven este considerată în mod tradițional ca o punte între Clasicism și Romantism și se poate împărți în trei perioade:
- Prima perioadă (1790-1802), cuprinzând compozițiile din tinerețe de la Bonn și primii ani în Viena, reprezintă continuarea stilului lui Haydn și Mozart, și desăvârșesc clasicismul vienez ajuns la maturitate. Un exemplu îl constitue cvartetul de coarde în La-major op. 18, foarte apropiat de compozițiile similare ale lui Mozart.
- A doua perioadă (1807-1812), așa zisul "ciclu eroic", cuprinde compoziții ca simfonia III-a (Eroica), concertele pentru pian și orchestră nr. 4 și 5 (Imperialul), Egmont, sonata pentru pian Appassionata. În toate aceste opere se remarcă profunzimea temelor, contrastele dramatice și noutățile armonice, neîntâlnite încă la predecesorii săi, Beethoven fiind supranumit din aceste motive „Titanul din Bonn”.
- A treia perioadă se profilează din anul 1813. Compozițiile din această perioadă nu mai pot fi grupate pe cicluri, fiecare din ele se prezintă cu o proprie și puternică individualitate, eliberate de convențiile tradiționale. În muzica instrumentală introduce recitative și arii, în fugi, variațiuni și elemente lirice, mereu în căutare de noi moduri de expresie. Cele două opere importante din această ultimă perioadă, a 9-a și Missa solemnis, se depărtează complet de genul tradițional: astfel în finalul simfoniei se introduce o partitură pentru soliști vocali și cor, în timp ce Missa solemnis iese din tiparele messelor liturgice, devenind o confruntare subiectivă cu divinitatea.

## Moștenirea artistică
Importanța lui Beethoven în muzică este semnificativă și din perspectiva transformării rolului compozitorului în societate. De la compozitorul medieval, artizan dependent (și de cele mai multe ori umil) aflat în serviciul Bisericii sau al aristocrației, compozitorul devine, odată cu prezența lui Beethoven, un artist care creează dintr-o necesitate interioară și nu la comandă. Influența sa asupra compozitorilor care l-au urmat a fost enormă. Admirat deschis, de la Franz Schubert, Felix Mendelssohn Bartholdy, Robert Schumann, Johannes Brahms, până la Richard Wagner și Arnold Schoenberg, ca întemeietor al unei ere noi în muzică, marele compozitor german este considerat până astăzi ca o figură cardinală în evoluția muzicii tuturor timpurilor, recunoscut și în limbajul și tehnica muzicii contemporane.  Beethoven este revoluționarul întemeietor al unei noi generații de muzicieni și al unei alte atitudini față de creațiile compozitorilor.

## Simfoniile compuse de Beethoven
- Simfonia nr.1 în Do major, op.21 (1799/1800), premieră 2 aprilie 1800

- Simfonia nr.2 în Re major, op.36 (1802), premieră 5 aprilie 1803

- Simfonia nr.3 în Mi bemol major op.55 (“Eroica”), (1803/1804), premieră 7 aprilie 1805

- Simfonia nr.4 în Si bemol major, op.60 (1806), premieră 15 noiembrie 1807

- Simfonia nr.5 în Do minor (“Simfonia Destinului”), op.67 (1800-1808), premieră 22 decembrie 1808

- Simfonia nr.6 în Fa major, op.68 (“Pastorala”) (1807/1808), premieră 22 decembrie 1808

- Simfonia nr.7 în La major, op.92 (1811/1812), premieră 8 decembrie 1813

- Simfonia nr.8 în Fa major, op.93 (1811/1812), premieră 27 februarie 1814

- Simfonia nr.9 în Re minor, op.125 (1815–1824), premieră 7 mai 1824

## Simfonia a 10-a
Din fragmente de partituri rămase de la Beethoven, muzicologul englez Barry Cooper a reconstituit prima parte de 15 minute, în tempo Andante – Allegro – Andante, a Simfoniei a 10-a în Mi bemol major (E flat major), pe care compozitorul nu a mai apucat să o finalizeze. Nu se poate dovedi că toate aceste partituri au fost scrise în acest scop de Beethoven, dar există un consens între specialiști că el intenționa să mai compună o simfonie.

## Filme despre Ludwig van Beethoven
- Un grand amour de Beethoven, film francez din 1937;
- Beethoven - File de viață, film german din 1976;
- Nemuritoare iubită (titlu original Immortal Beloved), film englez din 1994 cu Gary Oldman în rolul principal;
- Simfonia iubirii, film american din 2006.